# Холмс Чапъл
Холмс Чапъл (на английски: Holmes Chapel) е село в Графство Чешър, Англия.
Холмс Чапъл е около 8 километра северно от Крю и 21 мили на юг от Манчестър. Има жп гара за връзка с Манчестър и Крю, което прави селото подходящо за пътуващите. Има средно училище.
Побратимено е от 1979 г. с Безанкурт, Франция.
В Холмс Чапъл е роден и израснал Хари Стайлс, популярен член на групата Уан Дайрекшън. Една от най популярните дестинаци е пекарната Hovis в която младият изпълнител работи по времето в което кандидатства в телевизионото предаване X Factor през 2010 година.